# Єлловгед
Графство Єлловгед (англ. Yellowhead County) — муніципальний район в Канаді, у провінції Альберта.

## Населення
За даними перепису 2016 року, муніципальний район нараховував 10995 жителів, показавши зростання на 5%, порівняно з 2011-м роком. Середня густина населення становила 0,5 осіб/км².
З офіційних мов обидвома одночасно володіли 515 жителів, тільки англійською — 10 405, тільки французькою — 5, а 35 — жодною з них. Усього 655 осіб вважали рідною мовою не одну з офіційних, з них 20 — одну з корінних мов, а 90 — українську.
Працездатне населення становило 68,8% усього населення, рівень безробіття — 11% (13,5% серед чоловіків та 7,6% серед жінок). 73,4% були найманими працівниками, 25,5% — самозайнятими.
Середній дохід на особу становив $60 331 (медіана $39 984), при цьому для чоловіків — $78 003, а для жінок $41 096 (медіани — $60 459 та $27 155 відповідно).
30,4% мешканців мали закінчену шкільну освіту, не мали закінченої шкільної освіти — 28,4%, 41% мали післяшкільну освіту, з яких 18,6% мали диплом бакалавра, або вищий, 20 осіб мали вчений ступінь.
| Статево-вікова структура населення | Статево-вікова структура населення | Статево-вікова структура населення | Статево-вікова структура населення | Статево-вікова структура населення |
| ---------------------------------- | ---------------------------------- | ---------------------------------- | ---------------------------------- | ---------------------------------- |
|                                    |                                    |                                    |                                    |                                    |
| Всього                             | Всього                             | 52,1%47,9%                         |                                    |                                    |
| 0 — 14 років                       | 0 — 14 років                       |                                    | 19%                                | 19%                                |
| 15 — 64 років                      | 15 — 64 років                      |                                    | 65,4%                              | 65,4%                              |
| 65 і більше                        | 65 і більше                        |                                    | 15,6%                              | 15,6%                              |
| 85 і більше                        | 85 і більше                        |                                    | 1%                                 | 1%                                 |
| Середній вік (років)               | Середній вік (років)               | 40,940,8                           | 40,9                               | 40,9                               |
| Медіана (років)                    | Медіана (років)                    | 43,342,7                           | 43,0                               | 43,0                               |
| — чоловіки — жінки                 |                                    |                                    |                                    |                                    |

| Походження мешканців:     | Походження мешканців:     | Походження мешканців: | Походження мешканців: | Походження мешканців: |
| ------------------------- | ------------------------- | --------------------- | --------------------- | --------------------- |
| Походження                |                           |                       | осіб                  | %                     |
| Корінні американці        | Корінні американці        |                       | 1 140                 | 10.51%                |
| Інше північноамериканське | Інше північноамериканське |                       | 3 325                 | 30.66%                |
| Європейське               | Європейське               |                       | 8 760                 | 80.77%                |
| британське                | британське                |                       | 5 380                 | 49.61%                |
| французьке                | французьке                |                       | 1 625                 | 14.98%                |
| українське                | українське                |                       | 1 670                 | 15.4%                 |
| Латинськоамериканське     | Латинськоамериканське     |                       | 45                    | 0.41%                 |
| Африканське               | Африканське               |                       | 25                    | 0.23%                 |
| Азійське                  | Азійське                  |                       | 230                   | 2.12%                 |
| Океанійське               | Океанійське               |                       | 20                    | 0.18%                 |

| Зайнятість населення за галузями (за класифікацією NOC): | Зайнятість населення за галузями (за класифікацією NOC): | Зайнятість населення за галузями (за класифікацією NOC): | Зайнятість населення за галузями (за класифікацією NOC): | Зайнятість населення за галузями (за класифікацією NOC): |
| -------------------------------------------------------- | -------------------------------------------------------- | -------------------------------------------------------- | -------------------------------------------------------- | -------------------------------------------------------- |
|                                                          |                                                          |                                                          |                                                          |                                                          |
| Управління                                               | Управління                                               |                                                          | 13,7%                                                    | 13,7%                                                    |
| Бізнес, фінанси та адміністрування                       | Бізнес, фінанси та адміністрування                       |                                                          | 13,1%                                                    | 13,1%                                                    |
| Природничі та прикладні науки                            | Природничі та прикладні науки                            |                                                          | 2,8%                                                     | 2,8%                                                     |
| Охорона здоров'я                                         | Охорона здоров'я                                         |                                                          | 3,3%                                                     | 3,3%                                                     |
| Освіта, правозахист, муніципальні та урядові служби      | Освіта, правозахист, муніципальні та урядові служби      |                                                          | 5,5%                                                     | 5,5%                                                     |
| Мистецтво, культура, відпочинок та спорт                 | Мистецтво, культура, відпочинок та спорт                 |                                                          | 0,7%                                                     | 0,7%                                                     |
| Роздрібна торгівля та послуги                            | Роздрібна торгівля та послуги                            |                                                          | 14,9%                                                    | 14,9%                                                    |
| Гуртова торгівля, транспорт та обладнання                | Гуртова торгівля, транспорт та обладнання                |                                                          | 29,9%                                                    | 29,9%                                                    |
| Природні ресурси, сільське господарство                  | Природні ресурси, сільське господарство                  |                                                          | 9,7%                                                     | 9,7%                                                     |
| Виробництво                                              | Виробництво                                              |                                                          | 6,4%                                                     | 6,4%                                                     |

## Населені пункти
До складу муніципального району входять містечка Едсон, Гінтон, а також хутори, інші малі населені пункти та розосереджені поселення.

## Клімат
Середня річна температура становить 2,4°C, середня максимальна – 20,7°C, а середня мінімальна – -19,6°C. Середня річна кількість опадів – 566 мм.
| Клімат поселення                              | Клімат поселення | Клімат поселення | Клімат поселення | Клімат поселення | Клімат поселення | Клімат поселення | Клімат поселення | Клімат поселення | Клімат поселення | Клімат поселення | Клімат поселення | Клімат поселення | Клімат поселення |
| Показник                                      | Січ.             | Лют.             | Бер.             | Квіт.            | Трав.            | Черв.            | Лип.             | Серп.            | Вер.             | Жовт.            | Лист.            | Груд.            |                  |
| Середній максимум, °C                         | −5,6             | −1,48            | 3,56             | 10,55            | 15,95            | 19,82            | 20,71            | 20,24            | 15,29            | 10,03            | 1,03             | −5,29            |                  |
| Середня температура, °C                       | −12,59           | −8,48            | −3,45            | 3,56             | 8,96             | 12,80            | 14,99            | 14,54            | 9,57             | 4,30             | −4,7             | −11              |                  |
| Середній мінімум, °C                          | −19,59           | −15,48           | −10,42           | −3,4             | 1,96             | 5,83             | 9,27             | 8,82             | 3,84             | −1,41            | −10,4            | −16,72           |                  |
| Норма опадів, мм                              | 27               | 15               | 22               | 23               | 59               | 104              | 111              | 80               | 63               | 22               | 20               | 20               |                  |
| Середньомісячна швидкість вітру, м/с          | 2.40             | 2.50             | 2.55             | 2.60             | 2.60             | 2.50             | 2.30             | 2.20             | 2.30             | 2.45             | 2.36             | 2.30             |                  |
| Середньомісячна сонячна радіація, кДж/м²·день | 3280             | 6696             | 11749            | 16714            | 20024            | 21639            | 21860            | 18398            | 12409            | 7215             | 3521             | 2446             |                  |
| --------------------------------------------- | ---------------- | ---------------- | ---------------- | ---------------- | ---------------- | ---------------- | ---------------- | ---------------- | ---------------- | ---------------- | ---------------- | ---------------- | ---------------- |
| Джерело:                                      |                  |                  |                  |                  |                  |                  |                  |                  |                  |                  |                  |                  |                  |